# Acrantophis dumerili
Acrantophis dumerili là một loài rắn trong họ Boidae. Loài này được Jan mô tả khoa học đầu tiên năm 1860.

## Hình ảnh

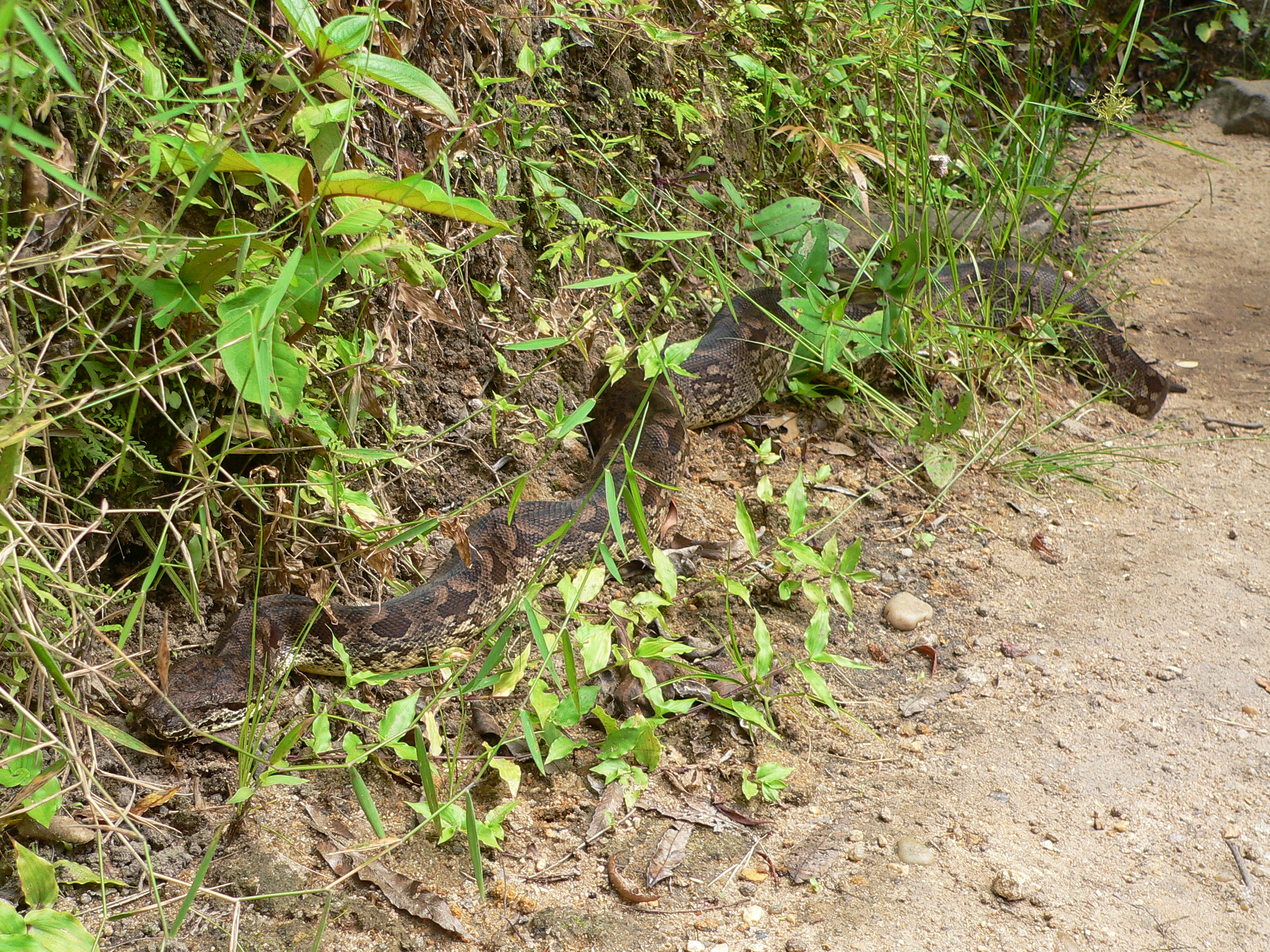
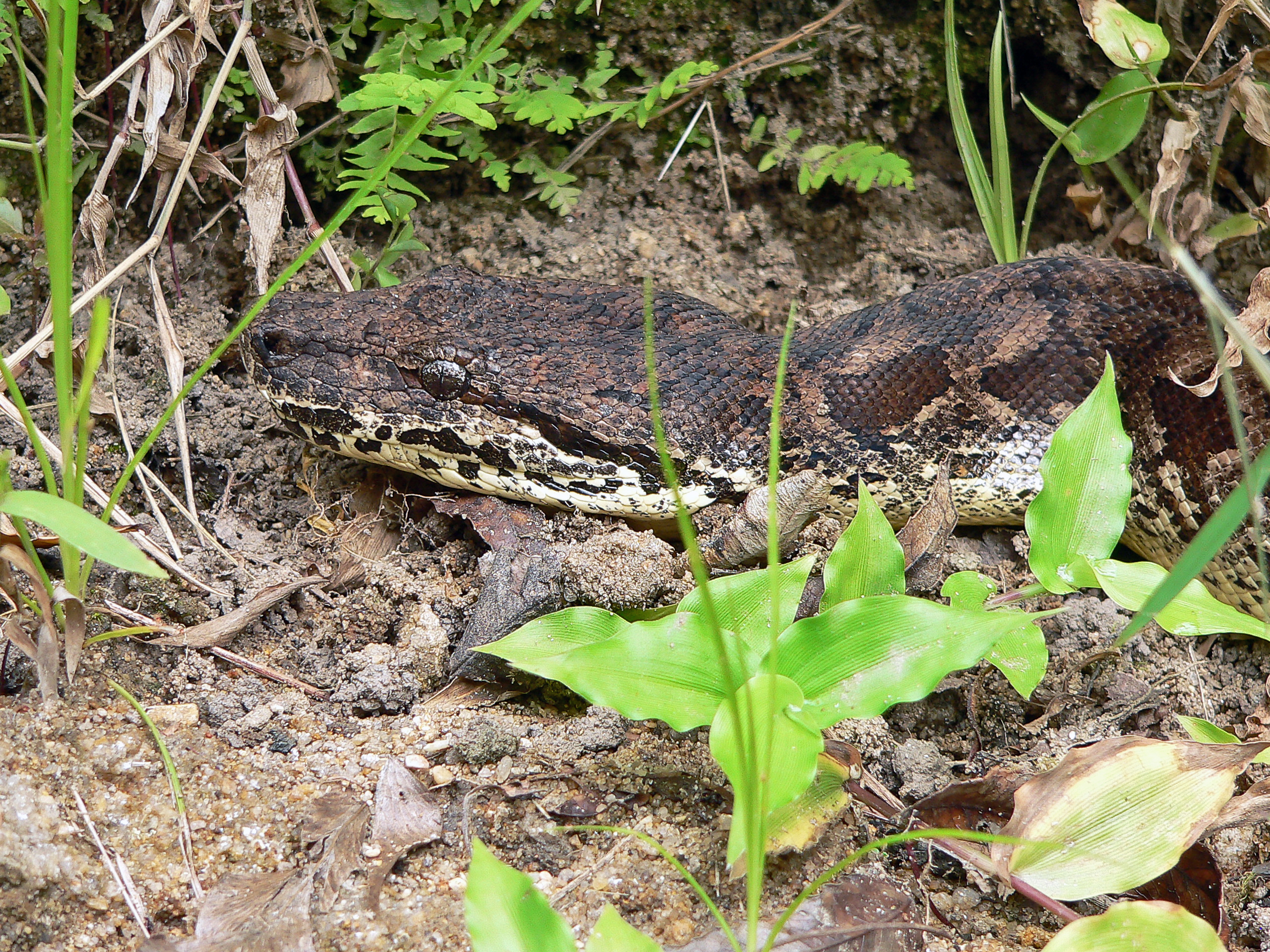
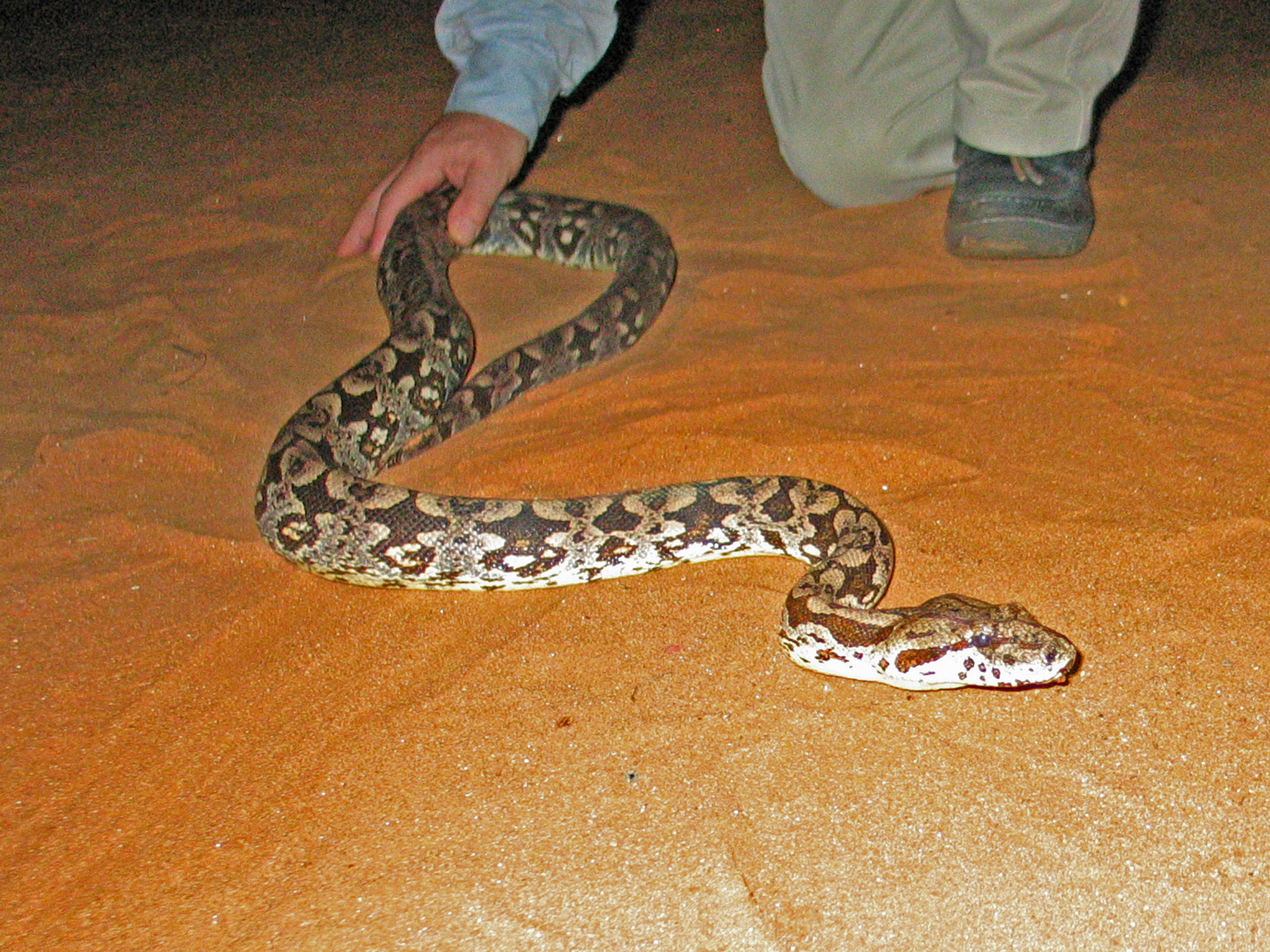
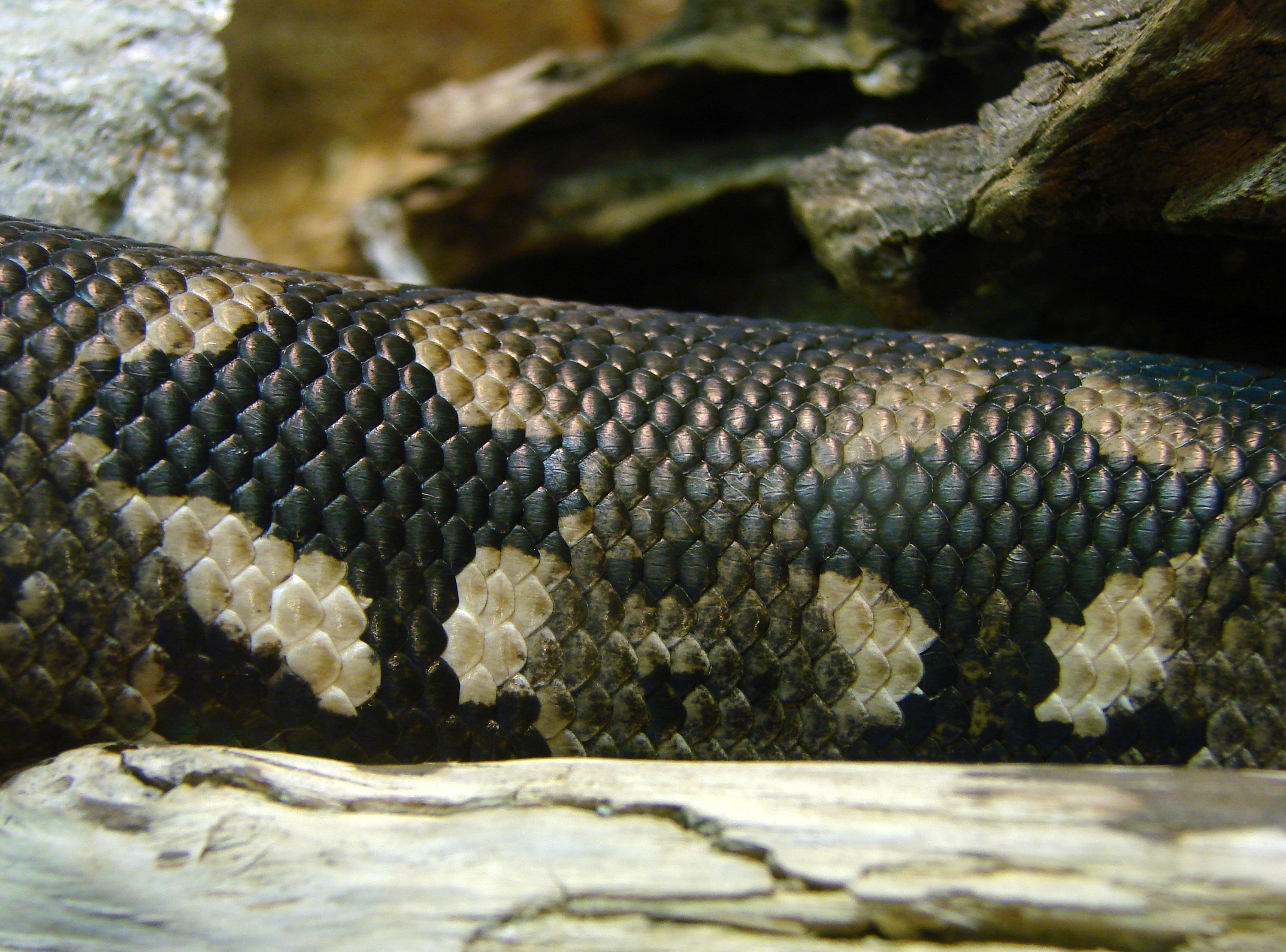